# 도시 (음악 그룹)
도시는 대한민국의 국악 그룹이다. 2019년 싱글 《매풍 (魅風)》으로 데뷔했다.

## 방송
- 풍류대장 - 힙한 소리꾼들의 전쟁 (2021) - Top23(23위)

## 음반
- 매풍 (魅風) (2019)
- 아리랑×? Vol.2 컴필레이션 (2019)
- 동틀 무렵의 서 (2019)
- L.G.F.F. (Let's Get That Funkin' Fish) (2020)
- 요운 (妖雲) (2021)
- 풍류대장 - 힙한 소리꾼들의 전쟁 Episode.3 (2021)
- 풍류대장 - 힙한 소리꾼들의 전쟁 Episode.8 (2021)